# Acraea kohambullensis
Acraea kohambullensis är en fjärilsart som beskrevs av Le Doux 1923. Acraea kohambullensis ingår i släktet Acraea och familjen praktfjärilar. Inga underarter finns listade i Catalogue of Life.